# Kizljar
Kizljar (oroszul: Кизляр) város Oroszországban, a Dagesztáni Köztársaságban, közel a csecsen határhoz. A városnak 2004-ben hozzávetőlegesen 48 600 lakosa volt. Dagesztán hatodik legnépesebb városa.

## Fekvése
A Tyerek folyó deltájában, a csecsen határ közelében fekvő település.

## Története
Kizljar nevét 1609-ben említették először. A Tyerek deltavidékén fekvő települést az 1725-ös árvíz elpusztította. 1735-ben orosz katonai erődítmény építésébe kezdtek itt, amelynek felépülte után Kizljar a Tyerek jelentős helyszínévé vált. Kizljar 1785-ben kapott városi jogokat.
A város 1922-ben a Dagesztáni Autonóm Köztársaság részévé vált, 1937-től Vlagyikavkázhoz, 1944 és 1957 között pedig a Grozniji területhez tartozott, majd 1957-ben ismét Dagesztán részévé vált.
A városban 1805-ben nyílt meg egy szőlőtermesztési iskola, mely az első szőlőműveléssel foglalkozó iskola volt egész Oroszországban. 1885-től egy borászati intézetet is létrehoztak itt. Regionális múzeumát Pjotr Bagratyion (1765–1812) tábornokról nevezték el, aki a helyi hagyományok szerint itt született a városban.

## Itt születtek, itt éltek
- Pjotr Ivanovics Bagratyion (1765. július 10. – 1812. szeptember 24.) grúz származású herceg, orosz tábornok volt a napóleoni háborúkban.

## Galéria

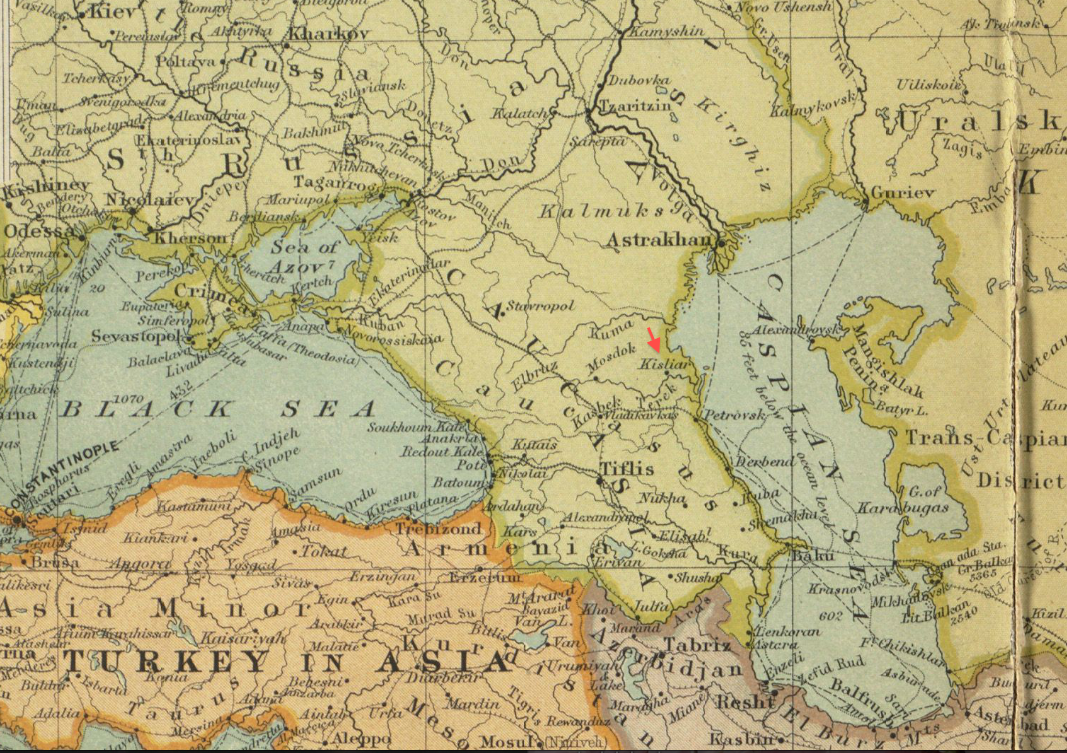
A város egy régi térképen (piros nyíllal jelölve)
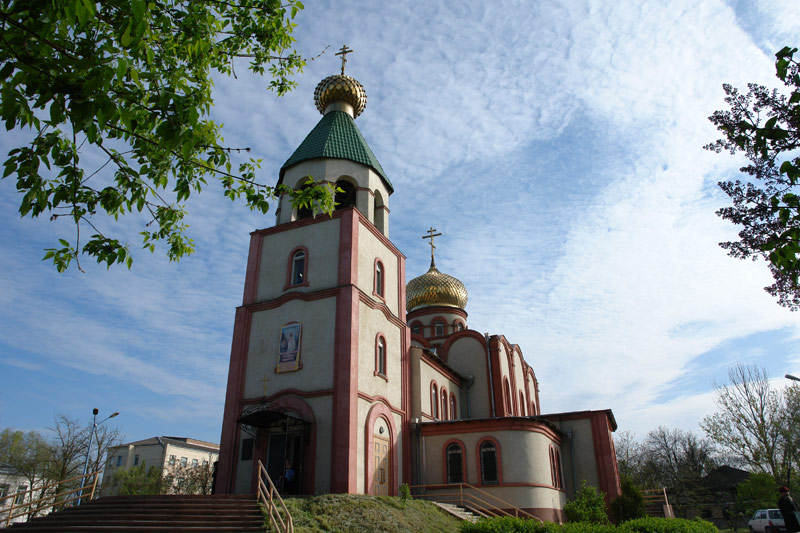
Szent György ortodox templom
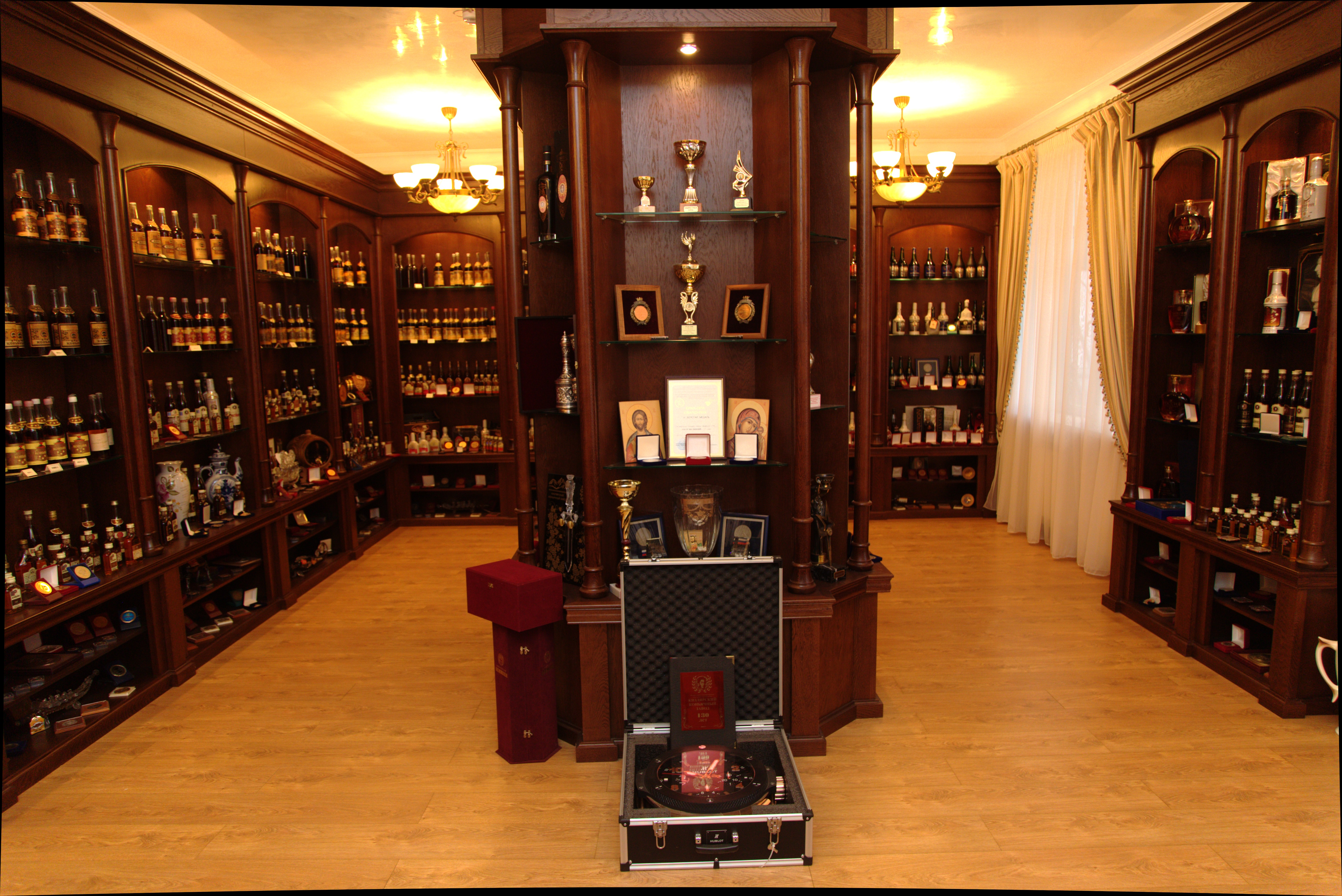
Italmúzeum
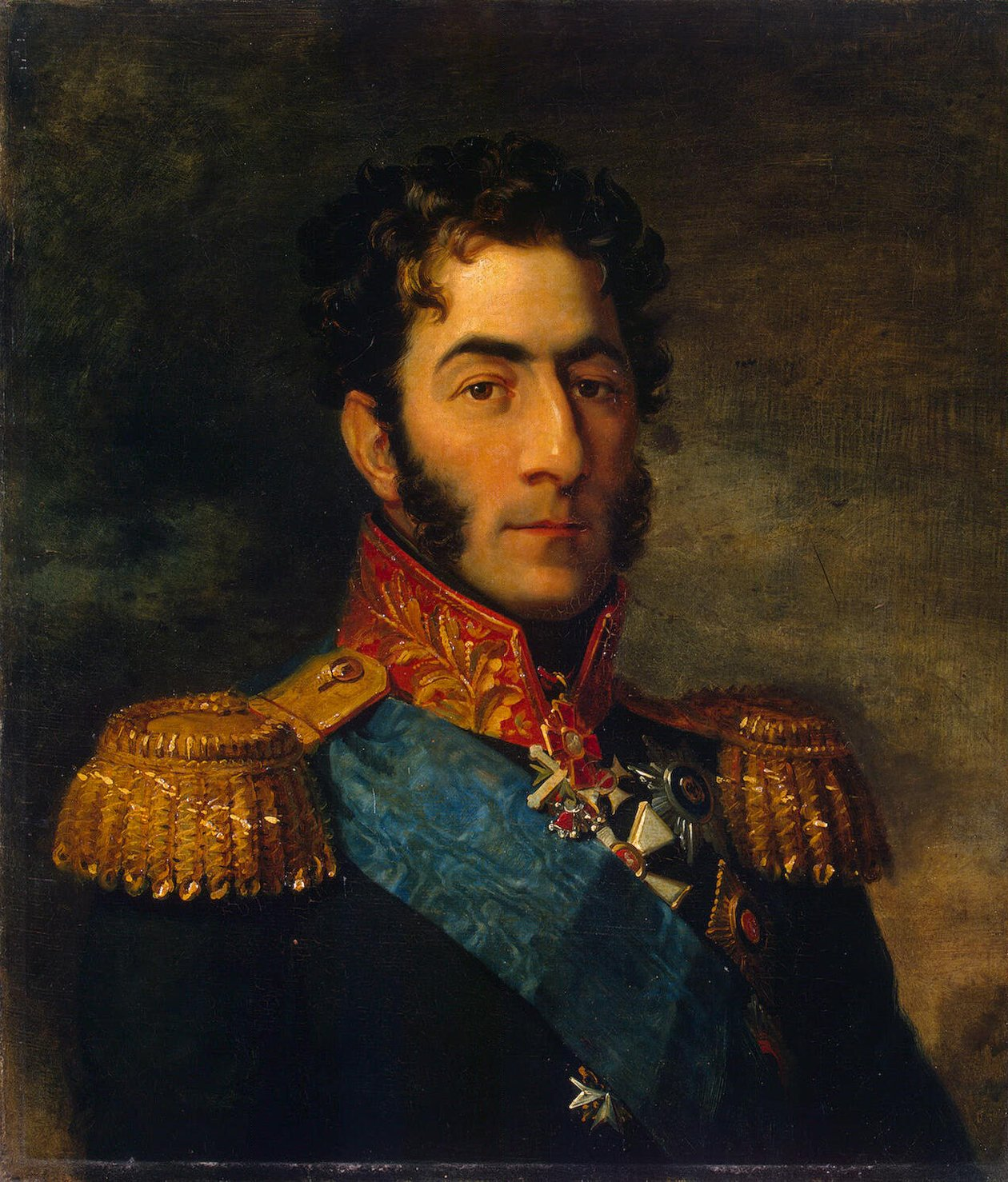
Pjotr Bagratyion (1765–1812) tábornok mellképe